# Amblydromalus yunquensis
Amblydromalus yunquensis är en spindeldjursart som först beskrevs av De Leon 1965.  Amblydromalus yunquensis ingår i släktet Amblydromalus och familjen Phytoseiidae. Inga underarter finns listade i Catalogue of Life.